# Francesco Salerno (politico 1925)
Carmelo Francesco Salerno – detto anche Franco – (Montescaglioso, 9 settembre 1925 – Matera, 17 ottobre 1998) è stato un politico e dirigente sportivo italiano.

## Biografia

### Politico
Esponente di spicco della Democrazia Cristiana in Basilicata, dopo aver completato gli studi medi superiori nella città di Matera, si iscrive alla facoltà di Giurisprudenza dell'Università di Bari dove si laurea nel 1954.
Avvocato e pubblicista, collabora con la Gazzetta del Mezzogiorno, diventa dirigente dell'Ufficio legale della Coldiretti di cui sarà anche Direttore della Cassa Mutua.
Salerno assume un ruolo di primo piano anche in altri ambiti economici ed energetici diventando prima vice presidente dell'ente riforme con sede a Bari e successivamente consigliere di amministrazione della Società Meridionale di Elettricità.

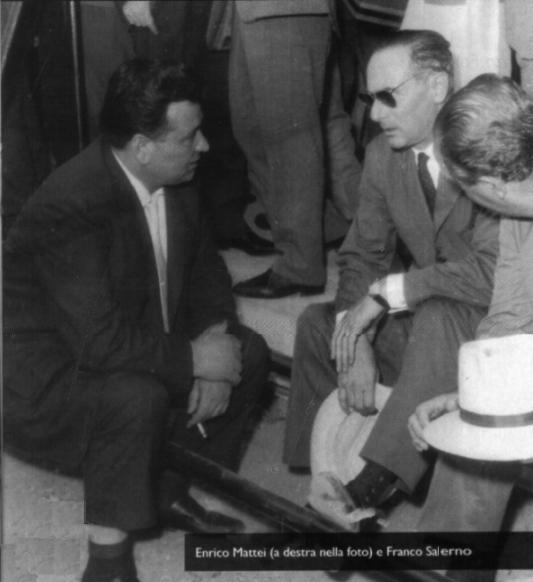
Il Senatore Franco Salerno con Enrico Mattei

La carriera politica nelle file della Democrazia Cristiana comincia con la carica di sindaco del Comune di Pietrapertosa a cui segue quella di consigliere comunale e capogruppo DC nella sua città natale, Montescaglioso.
La scalata verso i vertici dello scudo crociato in Basilicata prosegue negli anni seguenti quando Salerno viene eletto segretario provinciale di Matera e successivamente segretario regionale. Nel 1972, nell'ambito della sesta legislatura, ottiene il suo primo mandato al Senato della Repubblica a cui ne seguiranno altri quattro che lo vedranno impegnato a Palazzo Madama sino al 1992, per un totale di cinque legislature.
Il punto più importante della carriera politica di Salerno è datato 4 agosto 1979 quando diventa Sottosegretario di Stato alla Presidenza del Consiglio dei Ministri con delega per la Cassa del Mezzogiorno durante il Primo Governo Cossiga, incarico che conserva fino al 4 aprile 1980. Dal 1983 al 1985 ha ricoperto l'incarico di Dirigente Superiore del Ministero del Tesoro. Ha, inoltre, ricoperto l'incarico di membro e Presidente della Cassa Depositi e Prestiti.
Nel 1971 gli è stata conferita l'onorificenza di Grande Ufficiale Ordine al Merito della Repubblica Italiana.

### Dirigente sportivo
In giovane età è protagonista sul terreno di gioco, prima come calciatore delle formazioni locali del dopoguerra, poi come arbitro.
Negli anni sessanta entra da dirigente nel mondo della pallacanestro, ricoprendo per un breve periodo la carica di presidente dello Sporting Club Matera, formazione che rappresentava la sezione cestistica della Polisportiva Libertas.
Nel mondo del calcio Salerno torna nel 1965, quando diventa presidente del Matera, carica che manterrà per ventidue anni. Nel 1968 il Matera approda per la prima volta in Serie C, categoria nella quale i biancoazzurri rimangono per quasi un decennio ininterrotto, se si esclude la sola annata in D nel 1976.
Nel 1978 grazie alla ristrutturazione dei campionati, il Matera viene inserito in Serie C1 e al primo colpo ottiene una insperata quanto storica promozione in Serie B. Tra i cadetti però, i biancoazzurri rimangono soltanto un anno e a fine stagione si ritrovano nuovamente in C. A parte il campionato di C1 1980-81, il Matera di Salerno disputa da protagonista la C2 sino al 1987 quando il Presidente decide di chiudere il suo ciclo e ritirarsi dal mondo del calcio.
L'amore per il Matera però non si affievolisce e nel 1995 Francesco Salerno assume la carica simbolica di presidente onorario, offertagli dai tifosi in segno di riconoscenza. Non si tratta però dell'unico tributo di Matera al suo Presidente, infatti il 16 giugno 2001 a poco più di due anni di distanza dalla sua morte, la città decide di co-intitolargli lo stadio ed assume la denominazione di Stadio XXI Settembre - Franco Salerno.
In questo stesso stadio, a partire dall'estate del 2009, si disputa il Memorial Franco Salerno le cui prime due edizioni nel 2000 e nel 2001 hanno visto scendere in campo due squadre formate da vecchie glorie del Football Club Matera.

### Vita privata
Suo figlio Nicola è direttore sportivo con una carriera in diversi club di Serie B e Serie A.